# Кілле (Нідерланди)
Кілле (нід. Kille) — селище в нідерландській провінції Північний Брабант. Входить до муніципалітету Алтена.
Перша згадка про населений пункт датується 1874 роком. Наразі у ньому нараховується близько 100 будинків.